# 京都五校联盟
京都五校联盟，也被称为五校联盟、京都联盟、京都派和京都派五校联考，是由位于北京市的五所高校组成的自主招生联盟。这五所院校分别是北京化工大学、北京林业大学、北京邮电大学、北京交通大学和北京科技大学。这五所高校在自主招生中联合组织的相关考试，五校将统一命题、阅卷，在同一时间进行考试，但是面试将由各校自行安排，成绩五校之间不互相承认。

## 历史
2006年，北京科技大学、北京交通大学、北京邮电大学、北京林业大学和北京化工大学这5所位于北京的具有各自学科特色的高校开始实行自主招生笔试联考。这一联盟被外界称为“五校联盟”或“京都联盟”。
从2015年起，各大高校不再进行自主招生考试，2020年正式取消各大高校的自主招生考试，京都五校联盟随着结束。

## 招生目标
由于京都五校联盟的实力在四大自主招生联盟中较差，所以京都五校联盟在自主招生中的目标与其他自主招生联盟存在一定的不同。京都五校联盟并不一味追求获得全国最优秀的高中生，而是有针对五所学校各自的特色专业和优势专业而设定独特的报考条件。
比如说其中的北京林业大学就表示青睐具有美术特长的学生，在北京林业大学的自主招生考试中部分考生需要增加徒手画图的测试内容。同时北京林业大学也表示愿意招收“对该校特色专业具有浓厚学习兴趣和较强培养潜力”的学生。而北京科技大学表示其也对申请报名自主招生考试的条件进行了特色化的调整，将学科要求和考生的学科特长结合得更加紧密，并且注重对考生进行整体全面的考查，并不局限于仅通过高中时期的成绩来判定学生。

## 社会评价
一般认为京都五校联盟的规模和影响力都不及另外三大自主招生联盟。
但是由于这五所高校都在北京，使得京都五校联盟对北京市及其附近省份生源具有不小的吸引力。